# Charles Dancla

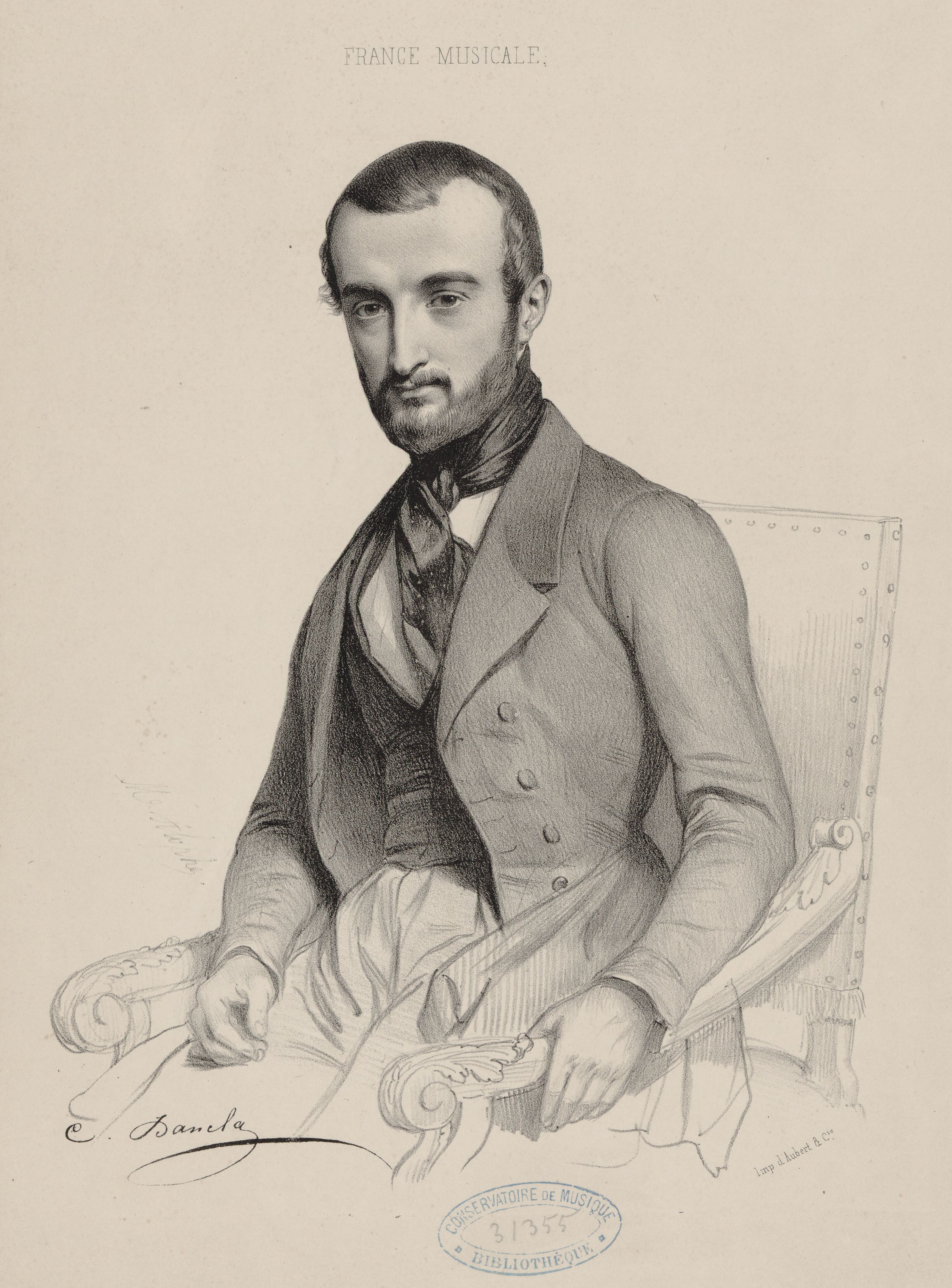
Charles Dancla, Lithografie von Marie-Alexandre Alophe

Jean Baptiste Charles Dancla (* 19. Dezember 1817 in Bagnères-de-Bigorre; † 10. Oktober 1907 in Tunis) war ein französischer Violinist und Komponist.

## Biografie
Ersten Unterricht erhielt Dancla bei einem Violinlehrer seiner Heimatstadt. Im Alter von neun Jahren hörte ihn der Geiger Pierre Rode in Bordeaux; dieser war so beeindruckt, dass er ein Empfehlungsschreiben an Pierre Baillot, Luigi Cherubini und Rodolphe Kreutzer sandte. So wurde Dancla Schüler am Pariser Konservatorium bei Baillot für Violine und bei dem Opernkomponisten Fromental Halévy für Komposition. Er war stark geprägt von Niccolò Paganini, den er 1830 erleben durfte, sowie von Henri Vieuxtemps. Ab 1835 war er Sologeiger der Pariser Oper, und kurz darauf wurde er Konzertmeister bei den Concerts du Conservatoire. Im Jahre 1857 erhielt er eine Professur am Pariser Konservatorium, wo er über 35 Jahre ein erfolgreicher Lehrer war.
Mit seinen Geschwistern Arnaud Dancla (1819–1862), Cellist und Autor einer namhaften Cellolehrmethode, Leopold Dancla (1822–1895), Violinist und Komponist von Kammermusik und der Pianistin Laure Dancla-Déliphard gab er regelmäßige Kammermusiksoireen. In seinem Besitz waren vier Stradivari-Geigen, die später den Beinamen „Dancla“ erhielten.

## Werke
Laut François-Joseph Fétis, stammen aus Danclas Feder mehr als 140 Werke.
- Violinkonzerte
- 14 Streichquartette
- Streichtrios
- Violinduos
- 3 Werke für Männerchor
- Etuden, darunter die „20 Études brillantes et caractéristiques“ op. 73 und die „École du mécanisme“ op. 74, werden als seine wichtigsten Werke betrachtet.

- Op. 89 Aires Variés für Violine – Jede der 6 Aires basiert auf einem Thema der folgenden Komponisten: Pacini, Rossini, Bellini, Donizetti, Weigl und Mercadante.

- Op. 118 Aires Variés für Violine – Montecchi e I Capuletti/La Straniera/Norma/La Sonnambula/Les Puritains/Le Carnaval de Venise.

## Lehrwerke
- Eine Duoschule
- Méthode élémentaire et progressive de violon (fortschreitende Violinschule)
- École de l’expression (Methodik des ausdrucksvollen Spiels)
- École de la melodie (Methodik der Melodie)
- zahlreiche musikalische Abhandlungen
- 1893 erschienen seine Notes et souvenirs mit einem Verzeichnis aller eigenen Werke.